# Michelle Wibowo
Michelle Wibowo, née en 1978 en Indonésie, est une artiste britannique dont la spécialité est la fabrication de gâteaux et sculptures de sucre.

## Biographie
Elle est diplômée de la National Bakery School (en) et commence sa carrière de Cake design à Londres. Son premier succès international a eu lieu en octobre 2008 lorsqu'elle a reçu une médaille d'or et une d'argent pour ses créations à l'International Exhibition of Culinary Art (en) en Allemagne. Elle a créé une sculpture en sucre en forme de chien hound grandeur nature.
En juillet 2009, elle a créé un cupcake géant mesurant 2 mètres par 1,25 mètre, pour nourrir des milliers de visiteurs au Covent Garden,.
En septembre 2010, la création de Wibowo est exposée dans le cadre de l'Experimental Food Society Spectacular avec d'autres artistes alimentaires de Grande-Bretagne,,.